# 桜の実の熟する時/風の詩
『桜の実の熟する時 / 風の詩』（さくらのみのじゅくするとき / かぜのうた）は、2009年5月13日に発売されたTHE ALFEE57枚目のシングル。

## 概要
THE ALFEE初となる両A面シングル。ジャケット写真と収録曲が異なる3種類のシングルが発売され、3曲目以外は全種類共通収録曲である。3曲目は、異なる楽曲のライブ音源を収録した。（詳細は後述）

## タイアップ
「桜の実の熟する時」はテレビ朝日系列ドラマ木曜ミステリー『京都地検の女』第5シリーズ主題歌。
「風の詩」は映画『ウォーロード/男たちの誓い』日本版エンディング・テーマ。

## エピソード
「桜の実の熟する時」は島崎藤村の同名小説より曲名を名付けた。島崎はTHE ALFEEの3人にとって、明治学院大学の先輩に当たる。
「風の詩」は当初出来上がった時は別曲だったが、映画を見て全面的に作り直した(高見沢談)。日本での劇場公開時のエンディング・テーマとして使用されたが、DVD・Blu-rayには収録されていない。
THE ALFEEがテレビ朝日系番組の主題歌を手掛けるのは「タンポポの詩」（「ドラえもん」・2003年）以来6年振りであるが、同局系列のドラマ主題歌は本作が初。

## 収録曲
全曲　作詞・作曲：高見沢俊彦 編曲：THE ALFEE with 岸利至

### 通常盤1
(色とりどりのバラで、フライングVをかたどったデザイン。ジャケット背面の3人の写真中、高見沢の胸ポケットに同色のバラがささっている)
1. 桜の実の熟する時
2. 風の詩
3. 終わりなきメッセージ (Live Version)
4. 桜の実の熟する時〜Original Instrumental〜
5. 風の詩〜Original Instrumental〜

### 通常盤2
(黄色いバラで、アコースティックギターをかたどったデザイン。ジャケット背面の3人の写真中、坂崎の胸ポケットに同色のバラがささっている)
1. 桜の実の熟する時
2. 風の詩
3. Save Your Heart ～君だけを守りたい (Live Version)
4. 桜の実の熟する時〜Original Instrumental〜
5. 風の詩〜Original Instrumental〜

### 通常盤3
(白いバラで、ベースギターをかたどったデザイン。ジャケット背面の3人の写真中、桜井の胸ポケットに同色のバラがささっている)
1. 桜の実の熟する時
2. 風の詩
3. Candle Light (Live Version)
4. 桜の実の熟する時～Original Instrumental～
5. 風の詩～Original Instrumental～

## 参加ミュージシャン
- 吉田太郎 - Drums （All Tracks）
- 中川量 - Bass（#2）
- 岸利至 - Arrangement & Programming（#1）
- ただすけ - Keyboards（#3）